# Reserva Costa Atlàntica
La reserva Costa Atlàntica és una àrea natural protegida de Terra del Foc, Argentina, que presenta una gran diversitat d'aus aquàtiques migratòries i endèmiques.
Fou creada per llei núm. 415 del Poder Executiu Provincial el 27 d'octubre de 1998.
Forma part del Sistema Provincial d'Àrees Naturals Protegides establert per la llei provincial núm. 272 el 1996 que inclou sis àrees naturals protegides per a la conservació d'ecosistemes de la província.
El 1992 fou inclosa en la xarxa hemisfèrica de reserves d'aus de platja amb la categoria de «reserva hemisfèrica». El 13 de setembre de 1995 fou designada «aiguamoll d'importància internacional» pel conveni de Ramsar. S'identificà com una àrea d'aus endèmiques per l'ICBP (BirdLife International).

## Característiques
Es troba a la zona nord-est de l'illa Gran de Terra del Foc, al sector de costa comprés entre el cap Nombre i la desembocadura del riu Ewan.
En les seues 28.600 ha predomina el paisatge estepari amb pasturatges i matolls xeròfils, amb algunes taques de bosc de Nothofagus antarctica. L'àrea més important és la de la badia de San Sebastián, amb una àmplia zona intermareal que cobreix una superfície de 16.000 ha de sòl llotós quan la marea és baixa.
També sobresurt l'àrea de la desembocadura del riu Grande, cap Auricosta i la desembocadura del riu Ewan amb sòls sorrencs llotosos.

## Objectiu
La delimitació de la zona com a reserva natural té com a objectiu conservar la diversitat biològica de l'àrea i la zona marina adjacent, protegint les aus de platja migratòries i els seus hàbitats.

## Fauna
Alberga durant l'hivern boreal una de les majors concentracions d'aus del neotròpic. El 43% del total de la població d'Amèrica del Sud de tètols, el 13% de la població total del continent de territ gros i 32% de la població de la costa atlàntica de territ cuablanc habiten a la zona. És àrea de nidificació de l'oca cap-rogenca, espècie seriosament amenaçada.
S'hi poden observar entre altres aus la garsa de mar de Magallanes, l'oca caranca, l'ànec crestat, el colom antàrtic, el corriol caragrís, el corriol de Magallanes, l'oca de Magallanes, la gavina de la Patagònia, el xatrac sud-americà, el territ de Baird, el territ de tres dits, el gavià de Lichtenstein i el remena-rocs comú. En menor quantitat s'hi poden veure el corriol de les Malvines i el polit cantaire. Les àrees d'importància per la gran concentració d'aus de platja migratòries són la badia de San sebastián, Río Grande i Viamonte.
Com en tota la costa patagona, en la reserva les aigües són habitades per matalassos de macroalgues, entre elles el "cachiyuyo", alga marró que forma extensos boscos on viuen i es reprodueixen crustacis, mol·luscs i peixos. Al voltant de 21 espècies de cetacis es reprodueixen i alimenten en aquestes aigües.
Durant la primavera i estiu les aigües de la reserva (i la de tota la costa de Terra del Foc) allotgen grans concentracions de larves, alevins i adults de sardina (Sprattus fuegensis), que al costat del centropòmid i el xanguet constitueixen l'alimentació del pingüí de Magallanes, el pingüí salta-roques meridional, el corb marí imperial i el dofí de Peale. La zona presenta una de les majors densitats poblacionals registrades enfront de Terra del Foc de dofí de Commerson.

## Amenaces
- L'activitat petroliera i gasífera a la zona de San Sebastián produeix contaminació crònica i risc de vessaments del fluid.
- A causa del desenvolupament d'infraestructura hi ha problemes d'erosió, com l'extracció d'arena i grava.
- Les activitats recreatives relacionades amb l'ús de vehicles tot terreny, els recol·lectors de mol·luscs i els gossos vagabunds produeixen un ambient de destorb per a les aus.[9][10]